# متحف فريتز بلومان للحشرات
متحف فريتز بلومان للحشرات (باللغة الإنجليزية: Fritz Plaumann Entomological Museum) هو متحف حشري يقع في سيارا (نوفا تويتونيا سابقًا)، سانتا كاتارينا، البرازيل. ويحتوي المتحف على مجموعات حشرات فريتز بلومان الشهيرة وقد ظل هذا المتحف بموجب اتفاقية بين حكومة بلدية سيارا، حيث تعيش الحشرات، وبين جامعة ولاية سانتا كاتارينا (UFSC). وهي عبارة عن مجموعة صغيرة نسبيًا، بما يقارب 80000 فرد من أصل 17000 نوع، جمع معظمها بلومان بنفسه في جميع أنحاء منطقة نهر أوروغواي العليا.
وتوجد أكبر المجموعات الحشرية في البرازيل في متحف البرازيل الوطني بريو دي جانيرو (MNRJ، بما يقرب من 7000000 عينة)، متحف علم الحيوان في ساو باولو (MZSP، ما يقرب من 4700000 عينة) وجامعة بارانا الاتحادية (DZUP، ما يقرب من 3000000 عينة).

## وصلات خارجية
- (بالبرتغالية) Official website